# Flodtrollsländor
Flodtrollsländor (Gomphidae) är en familj i underordningen egentliga trollsländor som innehåller ungefär 90 släkten och 900 arter, utspridda över både Gamla och Nya världen. Kännetecknande för familjen är att de flesta arter är medelstora trollsländor, från omkring 40 till 70 millimeter i längd och ofta färgade i gult, svart och grönt. Deras ögon möter inte varandra på ovansidan av huvudet, utan där finns ett litet mellanrum. Detta brukar anses som ett primitivt drag, eftersom det är ovanligt för de egentliga trollsländorna, men vanligt hos flicksländor och jungfrusländor. De flesta arter av flodtrollsländor fortplantar sig i bäckar eller åar.

## Systematik
Denna systematik anger släkten.
- Antipodogomphus
- Arigomphus
- Austrogomphus
- Dromogomphus
- Erpetogomphus
- Gomphus
- Hagenius
- Hemigomphus
- Ictinogomphus
- Octogomphus
- Odontogomphus
- Ophiogomphus
- Onychogomphus